# Herefordshire
Herefordshire [ˈhɛɹɪfədʃə] ist eine Grafschaft in der Region West Midlands in England. Herefordshire grenzt an die Grafschaften Shropshire im Norden, Worcestershire im Osten, Gloucestershire im Südosten und an die walisischen Grafschaften Gwent im Südwesten und Powys im Westen.

## Geschichte
1974 war das County mit der Grafschaft Worcestershire zur gemeinsamen Grafschaft Hereford and Worcester verbunden worden. Zur damaligen Zeit bestanden die Distrikte South Herefordshire, Hereford und Teile von Malvern Hills und Leominster auf dem Gebiet der heutigen Grafschaft.
Am 1. April 1998 wurde die Verwaltungsreform rückgängig gemacht und die Grafschaft in ein eigenständiges Gebiet eines Stadtkreises ohne weitere Distrikte (Unitary Authority) überführt. Der amtliche Name der Unitary Authority lautet County of Herefordshire.
Herefordshire ist eine sehr ländlich geprägte Grafschaft, die vor allem vom Obstanbau lebt.

## Städte und Orte
- Adforton, Aulden
- Bacton, Birley, Bishop’s Frome, Blackwardine, Blakemere, Bosbury, Brampton Bryan, Brilley Mountain, Brobury, Brockhampton, Bromsash, Bromyard, Burghill, Burrington
- Clodock, Coddington, Cradley, Craswall
- Dilwyn, Dorstone, Downton on the Rock
- Eardisland, Eardisley, Eastnor, Edvin Loach, Ewyas Harold, Eye
- Fawley, Fownhope
- Goodrich
- Hereford, Hoarwithy, How Caple, Huntington
- Kilpeck, Kingsland, Kington, Kingstone, Knill
- Lea, Ledbury, Leintwardine, Leominster, Lingen, Linton, Llanwarne, Longtown, Lyonshall
- Madley, Mansel Lacy, Marden, Marston, Marston Stannett, Marstow, Mordiford, Much Birch, Much Marcle
- Norton Canon
- Orleton
- Pembridge, Pipe Aston, Pontrilas
- Ross-on-Wye
- Shobdon, St. Weonards, Staunton-on-Arrow, Staunton-on-Wye
- Tedstone Delamere, Thornbury, Titley, Tyberton
- Upper Colwall, Upton Bishop
- Vowchurch
- Welsh Bicknor, Wellington, Weobley, Whitbourne, Whitchurch, Whyle, Wigmore, Withington, Wormelow
- Yarpole, Yatton, Yazor

## Sehenswürdigkeiten
- Arthur’s Stone
- Berrington Hall, Herrenhaus aus dem 18. Jahrhundert nahe Leominster und ist Teil des National Trust
- Brampton Bryan Castle
- Brockhampton Estate
- Cider Museum Hereford
- Croft Castle
- Dore Abbey
- Dorstone Castle
- Dorstone Hill
- Downton Castle
- Eardisley Castle
- Eastnor Castle
- Ewyas Harold Castle
- Goodrich Castle
- Hampton Court
- Hereford Cathedral
- Hergest Ridge
- Kentchurch Court, Herrenhaus aus dem 15. Jahrhundert in Pontrilas
- Kilpeck Castle
- Kinnersley Castle
- Longtown Castle
- Malvern Hills
- Pembridge Castle
- Weobley Castle
- Wigmore Castle
- Wilton Castle

## Kulinarische Spezialitäten
- Cider